# Tecido conjuntivo cartilaginoso
O tecido conjuntivo cartilaginoso é um tipo de tecido conjuntivo. É desprovido de vasos sanguíneos e nervos e é formado por células denominadas condroblastos e condrócitos. O condroblasto sintetiza grande quantidade de fibras proteicas, e com gradual redução de sua atividade metabólica, passa a ser denominado condrócito.
A cartilagem é resistente, mas, ao contrário do osso, é flexível. Isso porque, em vez de sais de cálcio, ela possui uma substância intercelular cuja consistência lembra a borracha. Encontra-se também entre as vértebras onde forma os discos intervertebrais. Esses discos funcionam como almofadas, pois amortecem os choques contra a coluna quando andamos ou corremos. A cartilagem também cobre a superfície dos ossos nas articulações, isto é, nos locais onde eles se encontram (como joelhos, cotovelos e tornozelos), o que facilita o deslizamento deles.